# Nikol Paszinian
Nikol Paszynian, (orm. Նիկոլ Փաշինյան; ur. 1 czerwca 1975 w Iczewanie) – ormiański dziennikarz i polityk, przywódca antyrządowych protestów w 2018 roku, od 8 maja 2018 premier Armenii.

## Życiorys
Od 1991 studiował dziennikarstwo na państwowym uniwersytecie w Erywaniu, jednak nie ukończył studiów, gdy po czterech latach relegowano go z powodu jego politycznego zaangażowania. Jeszcze w czasie studiów pracował jako dziennikarz, pisał do wielu różnych tytułów. W latach 1998–1999 był redaktorem naczelnym gazety Oragir, a następnie do 2012 kierował redakcją Haykakan Zhamanak – największego liberalnego dziennika armeńskiego, który był wysoce krytyczny wobec kolejnych rządów. Jako dziennikarz był wielokrotnie pozywany przez przedstawicieli władzy o zniesławienie lub szkalowanie, m.in. w 2000 został skazany za szkalowanie. W 2004 eksplodował jego samochód zaparkowany pod redakcją.
W czasie kampanii prezydenckiej w 2008 udzielał się w sztabie Lewona Ter-Petrosjana, konkurującego z Serżem Sarkisjanem. Po tamtych wyborach miały miejsce trwające 10 dni masowe protesty, które zostały krwawo stłumione przez władze, a ponad 100 opozycjonistów aresztowano. Paszinian został obarczony odpowiedzialnością za zamieszki i ukrywał się przez ponad rok, po czym został skazany na siedem lat więzienia, gdy w czerwcu 2009 ujawnił się. Po dwóch latach, w maju 2011 został zwolniony z więzienia w ramach większej amnestii.
W 2012 został wybrany na posła, mandat objął 6 maja tego samego roku i przez następne pięć lat zasiadał w nim jako członek opozycyjnego Ormiańskiego Kongresu Narodowego. W 2017 kierował partią należącą do opozycyjnego sojuszu Elk, ten blok partii zdobył 120 tys. głosów i uzyskał trzecie miejsce w wyborach parlamentarnych. W tym samym roku startował w wyborach na urząd burmistrza Erywania i uzyskał drugie miejsce z wynikiem 21% głosów. W kwietniu 2018 został przywódcą protestów przeciwko nominacji Serża Sarkisjana na stanowisko premiera.
8 maja 2018 Zgromadzenie Narodowe zatwierdziło jego kandydaturę na stanowisku premiera Armenii. W 2020 roku podpisał porozumienie o zawieszeniu broni w związku z drugą wojną o Górski Karabach. Spowodowało to masowe protesty w Armenii i oskarżenia o zdradę. 25 kwietnia 2021 roku Paszinian podał się do dymisji z funkcji premiera. W przedterminowych wyborach zwycięstwo odniosła partia Kontrakt Obywatelski, a Paszinian objął ponownie stanowisko premiera. Rząd Pasziniana prowadzi politykę uznawaną za stosunkowo prozachodnią. W 2023 roku Paszinian poinformował, że Armenia jest gotowa uznać Górski Karabach za część Azerbejdżanu, jeśli Azerbejdżan zagwarantuje bezpieczeństwo etnicznej ludności ormiańskiej.
Żonaty z Anną Hakobjan, którą poznał na studiach. Z żoną ma trzy córki i syna.